# Урральбуру, Габриель
Габриель Урральбуру Таинта (баск. Gabriel Urralburu Tainta, род. 6 ноября 1950, Эскарос, Наварра, Испания) — испанский политик, священник. Председатель правительства Наварры с 1984 по 1991.

## Биография
Родился 6 ноября 1950 года. Позже переехал в Памплону, где изучал философию, литературу и теологию в Высшем центре богословских исследований. Получил учёную степень в области богословских и нравственных наук. Член ордена Миссионеров Божественного Слова, был рукоположен в священники и служил до своей секуляризации в 1984 году. Член ряда христианских групп, выступавших против франкизма, присоединился к ИСРП в 1973 году под руководством Виктора Мануэля Арбелоа и возглавил процесс реорганизации партии в Наварре. На первых демократических выборах (15 июня 1977) он возглавил список социалистов в Наварре и получил место в Конгрессе депутатов, будучи переизбранным на выборах 1 марта 1979.
На выборах в парламент Наварры в 1983 году Таинта возглавил список Социалистической партии Наварры—ИСРП и был кандидатом от партии на пост председателя правительства Наварры. Социалисты получили в парламенте Наварры 20 мест и Таинта был назначенным главой правительства как лидер списка, получившего наибольшее количество голосов. Он занимал эту должность с мая 1984 года по октябрь 1987 года, сохранив её после выборов 1987 года.